# هانس والیتزا
هانس والیتزا (انگلیسی: Hans Walitza؛ زادهٔ ۲۶ نوامبر ۱۹۴۵) بازیکن فوتبال اهل آلمان است.
از باشگاه‌هایی که در آن بازی کرده‌است می‌توان به باشگاه فوتبال نورنبرگ، باشگاه فوتبال بوخوم، و باشگاه فوتبال شوارتز-وایس اسن اشاره کرد.
وی همچنین در تیم ملی فوتبال West Germany U-23 بازی کرده‌است.